# Тило, Валентин (младший)
Валентин Тило (младший) (нем. Valentin Thilo der Jüngere, 19 апреля 1607, Кёнигсберг — 27 июля 1662, Кёнигсберг) — поэт, профессор Кенигсбергского университета.
Тило был единственным сыном пастора и поэта Валентина Тило (старшего) (1579—1620). Родители В. Тило (младшего) умерли в 1620 году во время эпидемии оспы. Закончив Кенигсбергский университет, с 1634 года и до самой смерти Тило был профессором риторики университета. За свою жизнь он написал большое количество церковных песен и псалмов, многие из которых поются до сих пор, а также несколько книг по риторике, многократно переиздававшихся впоследствии.